# Berceo
Berceo ist ein abgelegenes kleines Bergdorf und eine zur bevölkerungsarmen Region der Serranía Celtibérica gehörende Gemeinde (municipio) mit 138 Einwohnern (Stand: 2024) im Südwesten der Autonomen Gemeinschaft La Rioja in Spanien. 

## Lage
Die Gemeinde Berceo liegt nahe der Grenze zur Provinz Burgos am Oberlauf des Río Cárdenas in einer Höhe von etwa 720 m im wald- und wasserreichen Naturpark Sierra de la Demanda. Die Entfernung zur Provinzhauptstadt Logroño beträgt ca. 40 km Fahrtstrecke ostnordöstlich. Das Klima ist gemäßigt bis warm; Regen (ca. 935 mm/Jahr) fällt überwiegend im Winterhalbjahr.

## Bevölkerungsentwicklung
| Jahr      | 1970 | 1981 | 1991 | 2001 | 2011 | 2021 |
| Einwohner | 380  | 294  | 254  | 211  | 172  | 145  |

Infolge der Mechanisierung der Landwirtschaft, der Aufgabe bäuerlicher Kleinbetriebe und des daraus resultierenden geringeren Arbeitskräftebedarfs ist die Zahl der Einwohner seit Beginn des 20. Jahrhunderts stark zurückgegangen.

## Sehenswürdigkeiten

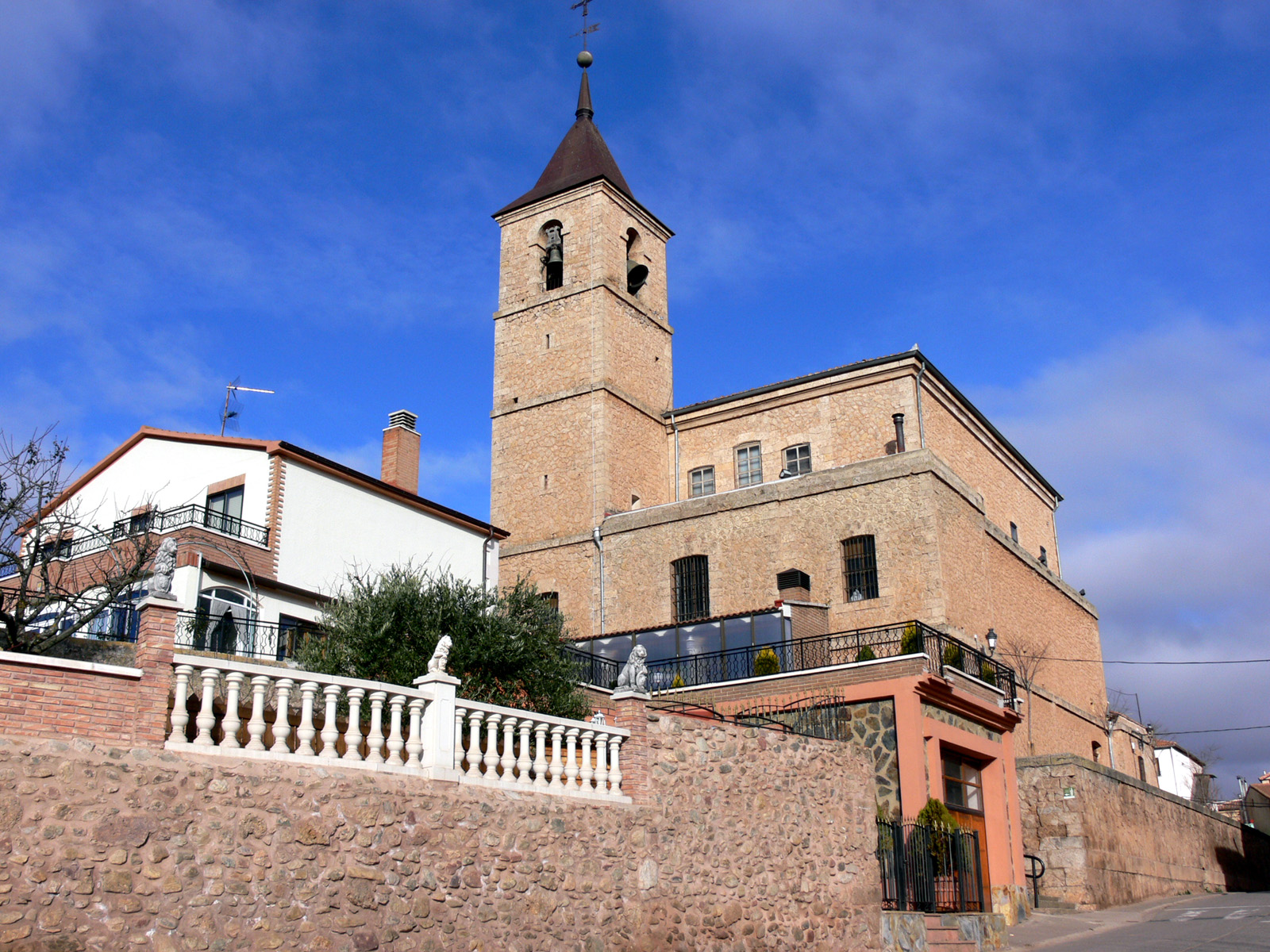
Eulalienkirche
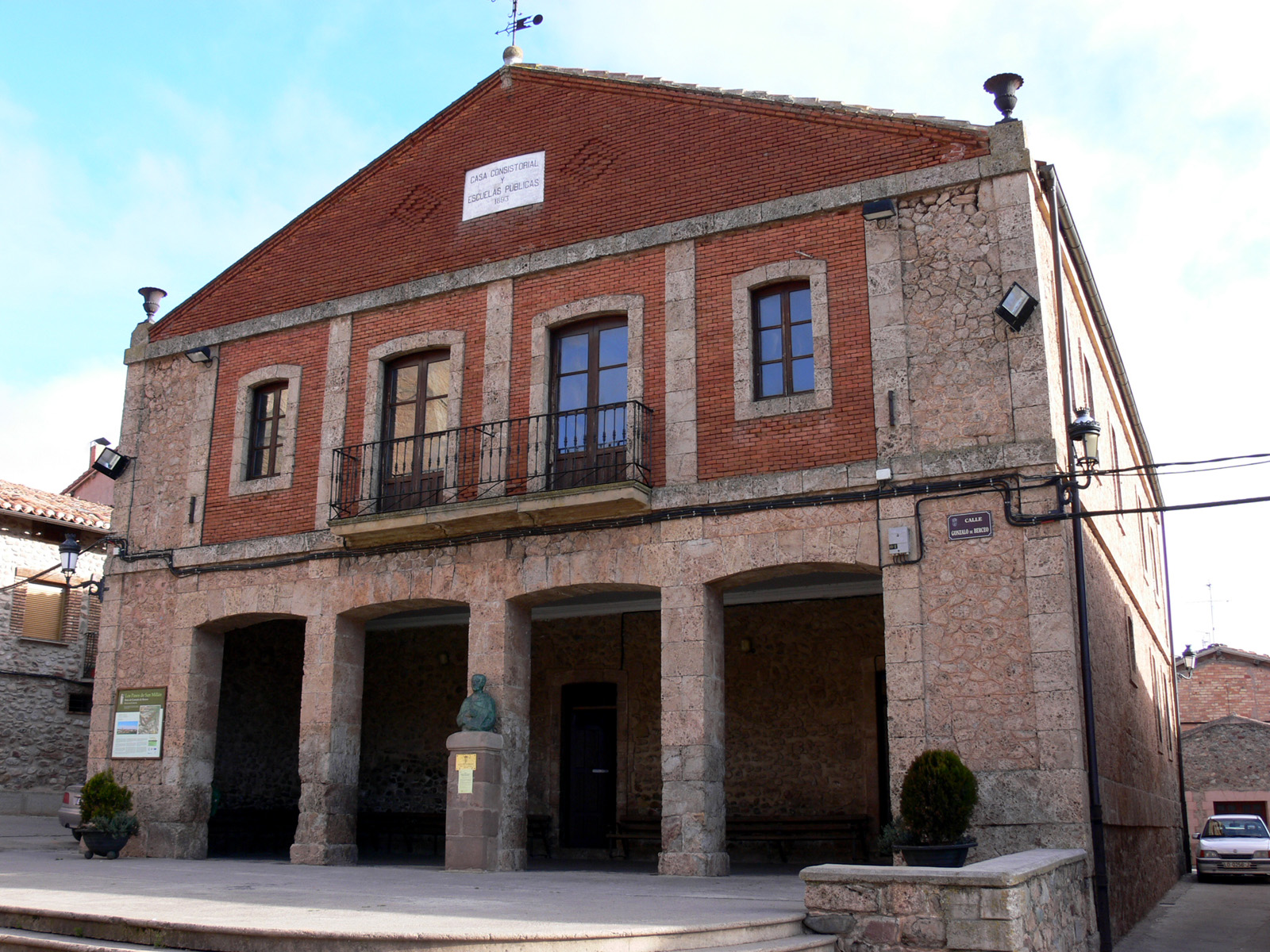
Rathaus

- Eulalienkirche
- Rathaus

## Persönlichkeiten
- Aemilianus von Cogolla (um 473–574), Eremit und Heiliger der römisch-katholischen Kirche
- Gonzalo de Berceo (um 1196–um 1264), mittelalterlicher Dichter, Benediktinermönch
- José Sáez y López (1861–1925), Architekt